# Авианосная ударная группа
Авиано́сная уда́рная гру́ппа (группиро́вка) (АУГ) — оперативное соединение кораблей уровня бригады-дивизии, боевым ядром которого является многоцелевой авианосец (АВМ). Авианосцы никогда не действуют в одиночку, а всегда в составе так называемых авианосных групп: ударной (АУГ), многоцелевой (АМГ) или противолодочной (АПУГ). При этом ударный авианосец является ядром соединения. Более крупное оперативное объединение из нескольких авианосцев и обеспечивающих их корабельных группировок называется авианосным ударным объединением (авианосной эскадрой; в ВМС США — оперативным флотом).
На начало 2010-х годов ни одна страна не располагает полным эквивалентом АУГ ВМС США. Ближайший эквивалент был сформирован Францией во время интервенции в Ливии 2011 года.
АУГ может также сформировать Россия — используя свой тяжёлый авианесущий крейсер «Адмирал флота Советского Союза Кузнецов» как основу соединения, ракетные крейсеры проекта 1164 и ТАРКР проекта 1144 как основу сил ПВО и неавианесущую ударную компоненту и большие противолодочные корабли проекта 1155 как основу противолодочной обороны. Но из-за отсутствия у «Кузнецова» (не оснащённого стартовыми катапультами) возможности поднимать тяжёлые самолёты, такие как самолёты ДРЛО (вместо них используются вертолёты), и меньшей численности авиакрыла (26 Су-33), возможности подобного соединения в части воздушной ударной составляющей будут ограничены. Частично компенсировать невозможность базирования на борту «Адмирала Кузнецова» самолетов ДЛРО может использование российской авианосной эскадрой системы морской космической разведки и целеуказания «Лиана».
Вступление в строй ВМС Китайской Народной Республики первого авианосца «Ляонин» (достроенный советский авианесущий крейсер «Варяг», однотипный с «Адмиралом флота Советского Союза Кузнецовым»), а также планы строительства для китайских ВМС авианосцев собственной разработки, позволяют предполагать формирование в ближайшее время двух первых китайских АУГ. В настоящее время Китай располагает всеми классами кораблей, необходимых для формирования АУГ, включая эсминцы типа 052C и 052D, а также многоцелевые АПЛ проекта 093 «Шань».

## История создания и формирования АУГ
Первые тактические и оперативные авианосные соединения были сформированы перед началом и в первый период Второй мировой войны. Первым действующим соединением из нескольких авианесущих кораблей и кораблей эскорта было оперативное авианосное соединение японского Императорского флота под обозначением «Кидо бутай», которое было задействовано командованием японского флота при атаке на Перл-Харбор в декабре 1941 года. Это оперативное авианосное соединение (авианосная эскадра) Императорского флота Японии успешно противостояло авианосным соединениям ВМС США на Тихоокеанском театре военных действий вплоть до сражения при атолле Мидуэй в июне 1942 года, где были потеряны четыре авианосца, составлявшие ударное ядро эскадры. В свою очередь, командование ВМС США на Тихом океане не стремилось сводить авианосные группировки в крупные оперативные эскадры из нескольких авианесущих кораблей, а применяло их в оперативном плане независимо в составе отдельных ударных групп (один авианосец + эскорт прикрытия). Тем не менее, эти отдельные ударные авианосные группы могли при оперативной или стратегической необходимости объединяться в более крупные флотилии из нескольких авианосцев и групп прикрытия, что было продемонстрировано действиями командования ВМС США в серии крупных авианосных операций в ходе сражений в Коралловом море (в мае 1942 г.) и при атолле Мидуэй (начало июня 1942 г.).
К 1943 году в состав ВМС США вступило достаточное количество тяжёлых океанских авианосцев (7 авианосцев типа «Эссекс» вошли в строй в 1943 году, 6 — в 1944, и ещё 5 — в 1945), что позволило применять их сосредоточенно в составе оперативных соединений (тактических групп, Task Force). В ходе боев на Тихом океане такие группы были преобразованы в более крупные оперативные группировки быстрого реагирования (Fast Carrier Task Force) из нескольких авианосцев, которые через некоторое время стали ядром 5-го и 3-го оперативных флотов ВМС США. Тем не менее, несмотря на подобный успешный опыт применения крупных оперативных авианосных соединений ВМС США на Тихом океане, с появлением в период «холодной войны» тяжёлых суперавианосцев с ядерной энергетической установкой командование (атомных авианосцев) ВМС США из соображений удобства оперативного управления группировками вернулось к практике ударных соединений с одним авианосцем в качестве ударного ядра.
В поисках новых путей повышения стратегической мобильности и эффективности боевого использования флота в условиях прямой угрозы со стороны международного терроризма в ВМС США в соответствии с морской стратегией «Морская мощь-21» изменяются не только концептуальные направления оперативного развертывания сил и структура корабельного состава, но и традиционная организация основных ударных и многоцелевых оперативно-тактических соединений. Одним из примеров такой реорганизации в начале нового столетия может служить переформирование авианосных многоцелевых групп (АМГ/Carrier Battle Group) в авианосные ударные группы (АУГ/Carrier Strike Group). Некоторые из возлагаемых на АМГ частных задач были переданы другим, менее значимым силам. В результате состав сил охранения АУГ (с одним авианосцем) сократился практически вдвое (КР УРО, два ЭМ УРО, ФР УРО, ПЛА и один УТС вместо традиционных двух КР, четырёх — шести ЭМ и ФР, одной-двух ПЛА и нескольких обеспечивающих судов), повысилась мобильность группы и эффективность выполнения возлагаемых на неё боевых задач.

## Основные силы и средства АУГ ВМС США

### Примерный состав АУГ
- Авианосец № 65 «Энтерпрайз» — первый в мире авианесущий корабль с ядерной ГЭУ
- Авианосец № 68 «Нимиц» — головной корабль серии авианосцев ВМС США типа «Нимитц» с ядерной ГЭУ
- Многоцелевая ПЛАРК USS Annapolis (SSN-760) типа «Лос-Анджелес» на фоне КР УРО USS Port Royal (CG-73) типа «Тикондерога» и USS Nimitz (CVN-68) ВМС США
- КР УРО № 47 «Тикондерога» типа «Тикондерога» ВМС США
- ЭМ УРО USS Oscar Austin (DDG-79) типа «Арли Берк» ВМС США

На данный момент АУГ ВМС США (и флотов других стран) чаще всего состоит из: 1 многоцелевого ударного авианосца с ядерной или паротурбинной ГЭУ, 8-10 кораблей охранения (крейсера, эскадренные миноносцы, фрегаты, многоцелевые ПЛА) и судов обеспечения.
Для усиления противолодочной обороны в авианосную ударную группировку может входить дивизион ПЛО, предназначенный для борьбы с подводными лодками противника. Обычно включает в себя вертолётоносец противолодочной обороны (ПЛО), основным предназначением которого является борьба с подводными лодками противника, силами базирующихся на нём самолётов и вертолётов ПЛО, и группу кораблей обеспечения — до 6—8 эсминцев или сторожевых кораблей также со средствами обнаружения и подавления ПЛ противника.
Эти силы и средства служат в первую очередь для защиты ударного авианосца от атак надводных кораблей и ПЛ противника, так как возможности его бортовых комплексов ракетно-артиллерийского вооружения достаточно ограниченны. Важным преимуществом крупной АУГ является значительная глубина оперативной зоны применения её палубной авиации за счёт дополнительного топлива и боеприпасов, доставляемых на ТВД кораблями обеспечения.
Авианосная ударная группировка может действовать как на одном оперативном направлении, так и в составе нескольких ударных групп с разными задачами на близких оперативных направлениях под общим командованием. При стратегической необходимости несколько АУГ на одном оперативном направлении или ТВД обычно сводятся в крупное оперативное объединение уровня океанской эскадры или оперативного флота (2-й, 3-й, 4-й, 5-й, 6-й и 7-й ОФ ВМС США). Длительность автономной боевой службы АУГ ВМС США в определённой ей оперативной зоне подчинения до возвращения в порт приписки для планового ремонта, ротации личного состава, пополнения запасов и перегруппировки составляет от полугода до восьми месяцев, в зависимости от оперативной необходимости и планов Оперативного штаба ВМС США по оперативному развертыванию авианосных группировок в данном районе. По тактической и оперативной необходимости отдельные корабли группировки могут в течение продолжительного отрезка времени нести боевую службу отдельно от основной группировки, продолжая подчиняться ей в оперативном отношении.
Типичная АУГ имеет в своём составе следующие силы и средства:
- Флагманский авианесущий корабль группировки с ядерной ГЭУ типа «Нимиц» (2 ядерных реактора Вестингауз A4W) (до декабря 2012 г. также типа «Энтерпрайз» (8 ядерных реакторов Вестингауз A2W)) с базирующимся на нём полком палубной авиации (60—80 самолётов).

Личный состав команды авианосца и личный состав ААК ВМС представляют собой две дислоцированные на авианосце отдельные воинские части морской авиации США.
Личным составом команды авианесущего корабля командует командир номерного авианосца, летным и техническим составом отдельной авиационной части — командир авианосного авиационного крыла (ААК) ВМС. Оба офицера являются старшими офицерами авиации ВМС (штатная категория — капитана первого ранга (U.S. Naval aviation Captain).
- Дивизион ПВО группировки — 1-2 КР УРО типа «Тикондерога» с газотурбинной ГЭУ. В базовый комплекс вооружения дивизиона ракетных крейсеров входят ПУ ЗРК «Standard» (SM-2, SM-3), и КР «Томагавк» морского базирования. Все ракетные крейсера типа «Тикондерога» оснащены морским комплексом управления оружием и ракетной стрельбы «Иджис» (англ. AEGIS). Каждый из крейсеров дивизиона находится под командованием офицера ВМС США в чине капитана первого ранга (U.S. Navy Captain).
- Дивизион ПЛО группировки — 3-4 ЭМ УРО типа «Арли Берк» с газотурбинной ГЭУ. ЭМ УРО дивизиона ПЛО группировки вооружены глубинными бомбами и торпедами для борьбы с ПЛ, а также (часть кораблей) — установками КР «Томагавк» для ударов по береговым целям. Командиром дивизиона ПЛО является офицер ВМС в чине капитана первого ранга (U.S. Navy Captain), в то время как каждый из эсминцев дивизиона находится под командованием офицера ВМС США в чине капитана второго ранга (U.S. Navy Сommander).
- Дивизион ПЛА группировки — 1-2 ПЛАРК типа «Лос-Анджелес» с торпедным вооружением и КР «Томагавк» (со стартом через ТА лодки) на борту с задачами как ПЛО группировки, так и ударов по береговым (надводным) целям.
- Дивизион судов снабжения — 1-2 транспорта типа «Сапплай», транспорты боеприпасов, ГСМ и др.; танкеры с авиационным горючим, другие вспомогательные корабли.
- ААК ВМС — до 60 летательных аппаратов ВМС США, сведенных в самолетные, вертолетные авиаэскадрильи и авиаэскадрильи конвертопланов (ИБА, АЭ ПВО, АЭ ДРЛО, АЭ ПЛО, АЭ ВТС и др).

ААК ВМС является отдельной воинской частью авиации ВМС США. ААК ВМС, также, как и авианосец, находится под командованием офицера авиации ВМС в чине капитана первого ранга либо офицера авиации КМП США в чине полковника (USMC Сolonel).
Авианосное авиационное крыло группировки имеет в своём составе следующие силы и средства:
до четырех эскадрилий многоцелевых истребителей (до 48 многоцелевых истребителей-бомбардировщиков типа F/A-18 «Хорнет» и F/A-18E/F «Супер-Хорнет» палубного базирования)
эскадрилью РЭБ и борьбы со средствами ПВО противника (до 8 самолётов типа EA-18G «Гроулер» палубного базирования)
эскадрилью ДРЛО (4 самолёта ДРЛО (в некоторых авиакрыльях до 5 самолётов) типа E-2C «Хокай» палубного базирования)
военно-транспортную эскадрилью (до 2 самолётов типа C-2 «Грейхаунд» палубного базирования)
специализированную эскадрилью вертолётов ПЛО (до 10 вертолётов типа MH-60HK «Сихок» палубного базирования)
- Многоцелевой истребитель-бомбардировщик F/A-18E/F «Супер-Хорнет» в момент касания палубы Авианосец № 69 «Эйзенхауэр»
- Посадка E-2C «Хокай» на Авианосец № 77 «Буш»
- Вертолёты ВМС США MH-60HK «Сихок» на учениях по ПСС

Следует отметить факт неоднородности вертикали подчинения кораблей АУГ ВМС США и то, что организационно авианосец с ААК ВМС и дивизионы ПВО и ПЛО входят в разные структуры и подчиняются разным управляющим органам.
Непосредственно в тактическом плане все корабли АУГ подчиняются единому командованию группировки (обычно старшему офицеру ВМС США в ранге младшего контр-адмирала (Rear admiral (lower half)) с оперативным штабом), а в оперативном — командованию вышестоящего соединения или объединения (флота) ВМС США, отвечающего за данный ТВД. Организационно же авианосец и ААК ВМС входят в состав сил авиации ВМС в регионе и подчиняются штабу авиации ВМС при соответствующем оперативном флоте или региональном командовании ВМС США, а остальные дивизионы группировки находятся в прямом организационном подчинении штаба соответствующего оперативного флота или соединения ВМС (не штаба военно-морской авиации).

### Список АУГ ВМС США, находящихся на боевом дежурстве
На данный момент на боевом дежурстве в составе ВМС США находятся 11 авианосных ударных группировок, из которых 10 имеют портами постоянной приписки базы ВМС на территории Соединённых Штатов, а одна группировка имеет портом постоянной приписки базу ВМС США Йокосука (Япония).
Для большего удобства управления группировками в 2004 году командованием ВМС было принято решении о введении единообразия классификации корабельных ударных групп ВМС с приданием всем океанским эскадрам (группировкам) авианесущего флагмана с ядерной ГЭУ и переклассификации их в АУГ. В частности, в АУГ были переклассифицированы несколько океанских крейсерских групп (С 1-й по 3-ю, 5-я,8-я, 12-я) с присвоением им наименований АУГ (с 11-й по 15-ю). Из них одна бывшая крейсерская группа (15-я АУГ) была расформирована через год после переклассификации (в 2005 г.).

#### Главное командование ВМС/Атлантический флот
Порты приписки: п. Норфолк (Вирджиния), п. Мэйпорт (Флорида), п. Гаэта (Италия) 

Оперативные флоты: 4-й ОФ, 6-й ОФ 

5 АУГ: 3 АУГ и УБАУГ в Вирджинии, 1 АУГ в резерве во Флориде, 1 АУГ в Средиземном море

#### Тихоокеанский флот ВМС США
Порты приписки:

п. Сан-Диего (ш. Калифорния), п. Китсэп (ш. Вашингтон), п. Йокосука (Япония) 

Оперативные флоты: 3-й ОФ, 5-й ОФ, 7-й ОФ

6 АУГ: 3 АУГ в Калифорнии, 1 АУГ в ш. Вашингтон, 1 АУГ в Японии (п. Йокосука), 1 АУГ в Бахрейне (п. Манама)

## Авианосная группировкаВМС Франции
- Многоцелевой авианосец «Ш. де Голль»
- Фрегат «Форбин» типа «Оризон»
- Многоцелевая ПЛА «Рюби»
- Посадка многоцелевого истребителя-бомбардировщика «Дассо́ Рафа́ль М» на Авианосец № 65 «Энтерпрайз» ВМС США

Организационно авианосная группировка «Шарль де Голль» (фр. groupe aéronaval Charles de Gaulle) ВМС Франции скомпонована из многоцелевого атомного авианосца «Шарль де Голль», фрегата «Форбин» и небольших фрегатов ПЛО «Жан Бар», «Дюпле», «Аконит», дополненных АПЛ типа «Рюби» и танкером снабжения «Медуза». Хотя по количеству кораблей и по их разнообразию французское соединение приближается к АУГ США, тем не менее, его возможности гораздо скромнее. Авианосец «Шарль де Голль» почти втрое меньше американских авианосцев, и несет авиагруппу из 30 самолётов (дополненную, тем не менее, самолётами E-2C). Единственным кораблем с мощным противовоздушным вооружением в соединении является фрегат-эсминец «Форбин», который, тем не менее, существенно слабее эсминцев серии «Арли Бёрк» ВМС США. Фрегаты ПЛО не несут дальнобойного противовоздушного вооружения.

## Авианосная группировка ВМС Великобритании
- Авианосец «Илластриес» типа «Инвинсибл» с паротурбинной ГЭУ ВМС Великобритании
- ЭМ УРО ВМС Великобритании типа «Дэринг»
- Многоцелевая ПЛА ВМС Великобритании типа «Астьют»
- Многоцелевая ПЛА типа «Трафальгар» ВМС Великобритании
- Палубный СВВП ВМС Великобритании Бритиш Аэроспейс «Си Харриер»
- Многоцелевой истребитель УВВП Локхид Мартин F-35 «Лайтнинг II»
- Десантный вертолёт ВМС Великобритании Агуста Вестленд AW101

До марта 2011 г. ВМС Великобритании поддерживали в состоянии боевой готовности две группировки авианесущих кораблей. Одна включала в себя один из трёх лёгких авианосцев типа «Инвинсибл» с надводными кораблями и АПЛ эскорта, вторая — такую же многоцелевую группировку на базе десантного вертолётоносца «Океан».
Обе боеготовых группировки предполагали следующий примерный состав корабельной и авиационных групп:
- Лёгкий авианосец типа «Инвинсибл»/лёгкий десантный вертолётоносец «Океан» с десантной группой
- Дивизион эсминцев типа «Шеффилд» с задачами ПЛО группировки
- Многоцелевая ПЛА типа «Трафальгар» с крылатыми ракетами «Томагавк» на борту
- Многоцелевая авиа-/вертолётная группа авианосца/десантного корабля

До 2011 г. авиакрыло десантной группировки ВМС Великобритании обычно включала в себя:
- 18 СВВП Бритиш Аэроспейс «Си Харриер» с возможностью укороченного взлета с трамплина/вертикальной посадки (авианосец «Инвинсибл»)
- 18 вертолётов ПЛО Вестлэнд Си Кинг или 15 Бритиш Аэроспейс «Си Харриер» без возможности взлета с боевой нагрузкой (десантный вертолётоносец «Океан»)
- 4 вертолёта ДРЛО Вестлэнд Си Кинг ASaC7 (десантный вертолётоносец «Океан»)

и, кроме того,
- два батальона Королевской морской пехоты и несколько групп специального назначения ВМС с десантными катерами (десантный вертолётоносец «Океан»)

В связи с выводом в 2011 г. в резерв авиации ВМС Великобритании британских СВВП Бритиш Аэроспейс «Си Харриер», а также исключением из списочного состава ВМС на данный момент двух из трёх лёгких авианосцев типа «Инвинсибл» («Инвинсибл» в 2005 г. и «Арк Роял» в марте 2011 г.), на данный момент (и, предположительно, до 2018 г.) ВМС Великобритании обладают ограниченными возможностями развертывания только вертолётоносной десантной группировки на базе авианосца «Илластриес» и вертолётоносца «Океан».

### Планируемые перемены в структуре авианосной группировки ВМС Великобритании после 2020 года
Для замены лёгких авианосцев типа «Инвинсибл» в качестве основных авианесущих кораблей ВМС Великобритании планирует вхождение в состав флота двух новых АВ типа «Куин Элизабет» («Куин Элизабет» с авиагруппой СВВП в 2016 г. и «Принц Уэльский» с авиагруппой самолётов горизонтального взлета/посадки в 2018 г.). Основную проблему, тем не менее, составляет введение в строй авиакрыльев данных кораблей, что связано с тем, что в качестве основного самолёта для них планируется многоцелевой истребитель УВВП Локхид Мартин F-35 «Лайтнинг II», принятие которого на вооружение частей ВМС Великобритании быть отложено до 2020 г. До принятия на вооружение нового палубного самолёта новые английские авианосцы будут нести только вертолётные авиагруппы.
Планируется, что после принятия на вооружение морской авиации ВМС Великобритании многоцелевых истребителей УВВП Локхид Мартин F-35 «Лайтнинг II» авианосная группировка ВМС будет иметь следующий состав:
- АВ типа «Куин Элизабет»
- Дивизион ракетных эсминцев типа «Дэринг»
- Многоцелевая ПЛА типа «Астьют» с крылатыми ракетами «Томагавк» на борту

Авиационное крыло ВМС Великобритании будет включать в себя:
- 36 самолётов Локхид Мартин F-35 «Лайтнинг II» в конфигурациях перехватчика ПВО и истребителя-бомбардировщика (УВВП для «Куин Элизабет» и горизонтального взлета/посадки для «Принца Уэльского»
- 4 самолёта ДРЛО нового поколения Грумман E-2D «Хокай» по программе FOAEW или 4 десантных вертолёта ВМС Агуста Вестленд AW101

## Авианосная группа ВМФ РФ (Северный флот)
- ТАВКР «Адмирал флота Советского Союза Кузнецов» принимает вертолёт ВМС США SH-60 (январь 1996 г.)
- Ракетный крейсер проекта 1164 «Атлант» во время визита в п. Норфолк (1989 г.)
- АПЛ проекта 949А «Антей» ВМФ РФ
- Палубные истребители Су-33 (Су-27К) на палубе ТАВКР «Кузнецов»

На данный момент в списочном составе ВМФ России имеется только один авианесущий корабль, авиагруппа которого включает в себя самолёты морской авиации горизонтального взлета и посадки — это тяжёлый авианесущий крейсер «Адмирал флота Советского Союза Кузнецов» в составе Северного флота ВМФ России.
Походный ордер и группа охранения крейсера «Адмирал флота Советского Союза Кузнецов» может включать в себя:
- РКР проекта 1164 «Атлант» или ТАРКР проекта 1144 «Орлан»;
- 1-2 ЭМ проекта 956;
- 1-2 БПК проекта 1155;
- 1-2 многоцелевых ПЛА проекта 971 «Щука-Б»;
- возможно, 1 АПРК проекта 949А «Антей».